# Chrysanthemum zawadskii
Chrysanthemum zawadskii дендрантема Завадського як Dendranthema zawadskii (Herbich) Tzvelev — вид рослин з родини айстрових (Asteraceae), поширений у Євразії. Вид названо на честь Олександра Завадського.

## Опис
Багаторічна рослина, трава 25–60 см заввишки. Листки (переважно прикореневі і нижні) двічі перисторозсічені, з лінійними і лінійно-довгастими часточками, на верхівці коротко і раптово загостреними. Язичкові квітки рожеві або лілові. Стебла прямостійні, верхні частини з кількома щиткоподібними гілками, рідше нерозгалужені, нижня й середня частини пурпурно-червоні, слабо запушені, швидше густо запушені у верхній частині. Горішки ≈ 1.8 мм.

## Поширення
Вид поширений у Євразії від Польщі й Словаччини до Японії.
В Україні вид зростає на кам'янистих і вапнякових схилах — у Карпатах, до середнього гірського пояса.